# Cochin (Huhn)

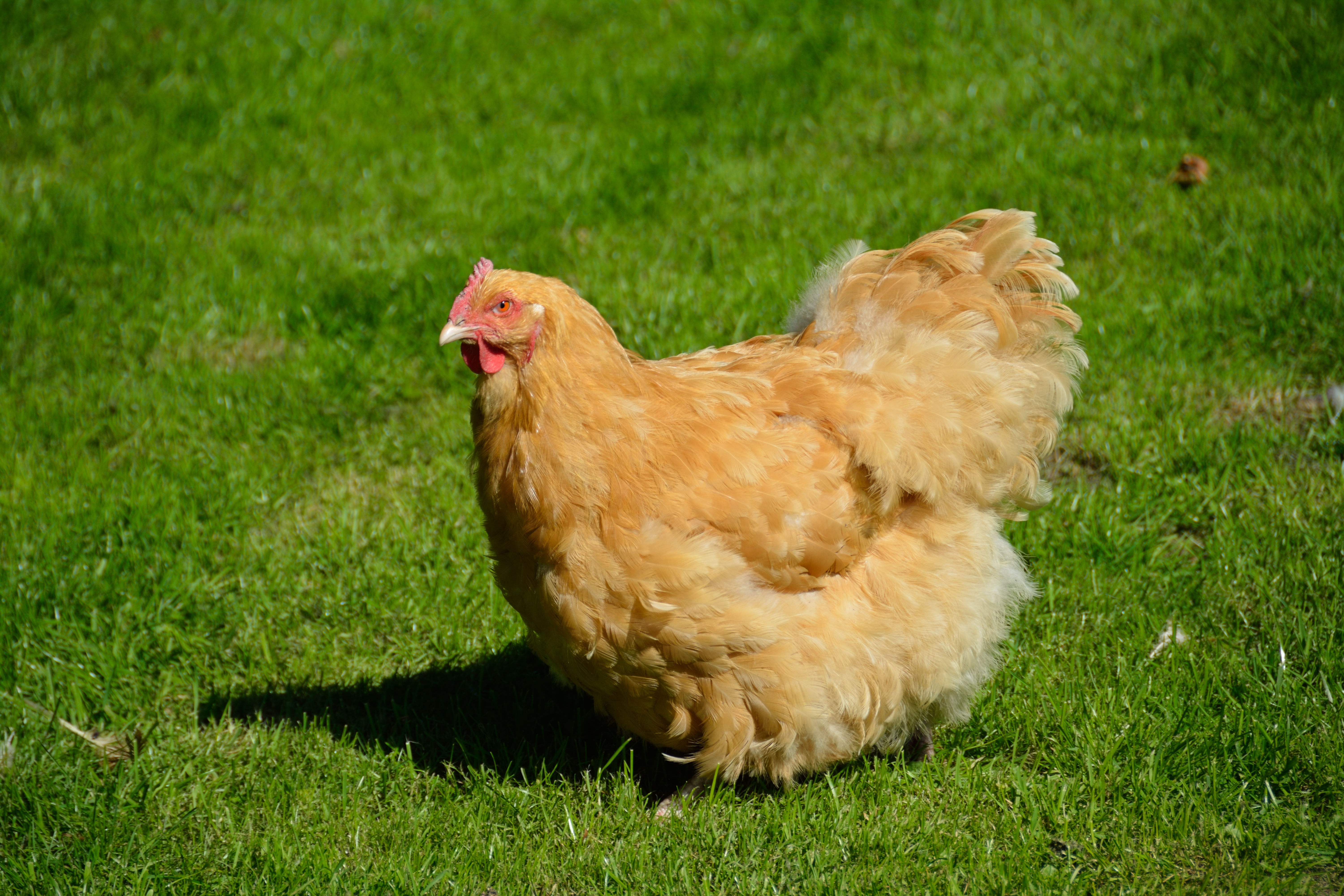
Cochin-Henne

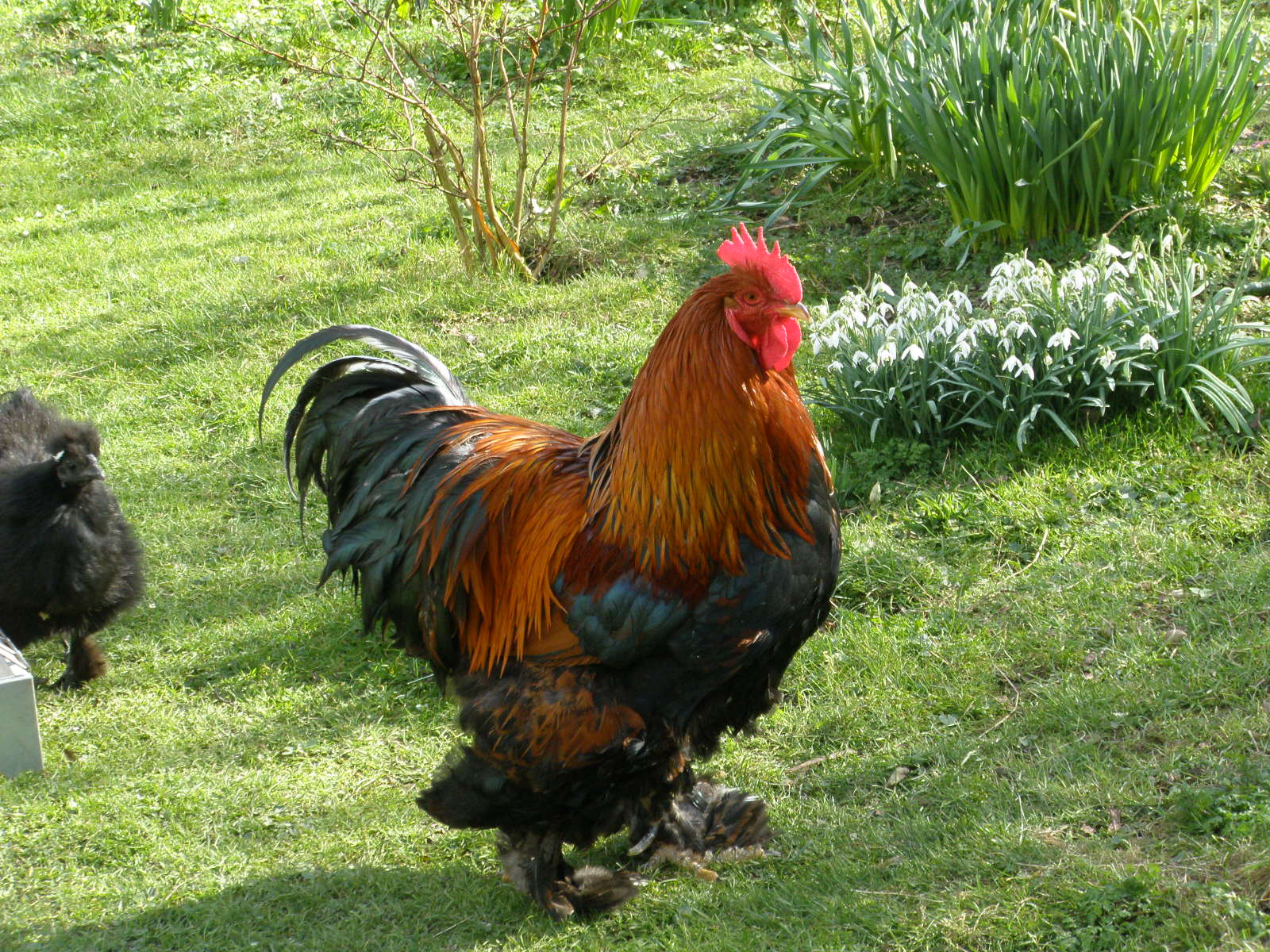
Cochin-Hahn, links dahinter ein Seidenhuhn

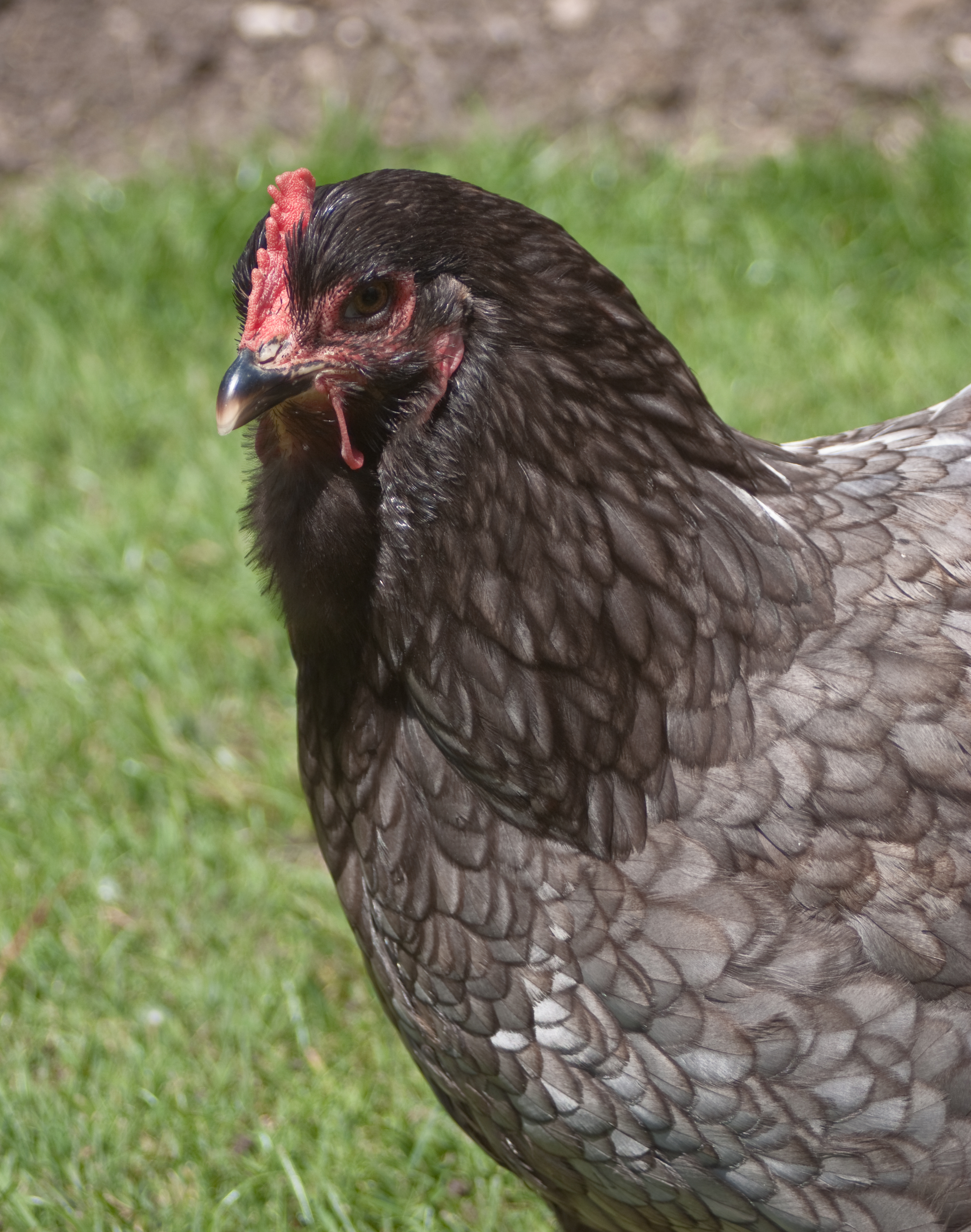
Cochin-Henne

Cochin (zu deutsch Kotschin, von Kotschinchina, frz. Cochinchine, vietnamesisch Nam Kỳ) ist eine alte Haushuhnrasse aus China, die in der ersten Hälfte des 19. Jahrhunderts nach Europa gebracht wurde und wegen ihrer Befiederung und ihres Körperbaus, die sich beide stark von traditionellen europäischen Rassen unterschied, schnell auf Begeisterung stieß. Die britische Königin Victoria war in der westlichen Welt einer der ersten Halter von Cochins und hat wesentlich zum Bekanntwerden dieser Rasse beigetragen.
Cochins sind immer noch eine sehr beliebte Rasse in der Hobby-Hühnerhaltung, da sie sehr zahm werden. Sie gehören zu den schwersten und größten der heutigen Hühnerrassen.

## Herkunft
Sie wurde ursprünglich in Cochinchina (dem heutigen Süden von Vietnam) gezüchtet, sind aber heute weltweit verbreitet. Insbesondere in Rassen, die auf Fleischleistung gezüchtet wurden, ist diese Rasse eingekreuzt worden. Die Cochins werden den Zweinutzungsrassen zugeordnet, da sie nicht nur eine hohe Mastfähigkeit aufweisen, sondern auch ihre Legeleistung beachtlich sein kann.

## Merkmale
Das Cochin ist eine der größten und schwersten Hühnerrassen. Hähne erreichen häufig ein Gewicht von bis zu 5,5 Kilogramm. Sie sind nicht nur ungewöhnlich groß, sondern haben auch einen ungewöhnlichen breiten Körperbau, was ihnen insgesamt ein kompaktes Erscheinungsbild verleiht. Dieser Eindruck wird verstärkt durch das sehr dichte Federkleid.
Die gelben Beine sind nicht sichtbar, da die Befiederung bis zu den Krallen herabreicht. Die Brust ist tief und gut gerundet. Der Hals ist kurz und dicht gefiedert. Der Kopf ist im Verhältnis zum Körper klein. Sie wachsen vergleichsweise langsam heran: Es benötigt in der Regel anderthalb Jahre, bis ein Cochin-Huhn voll entwickelt ist.
Aufgrund ihres ruhigen Temperaments und ihres Gewichts fliegen Cochins nicht auf. Ein 60 Zentimeter hoher Zaun ist gewöhnlich ausreichend, um sie in ihrem Auslauf zu halten.

## Zucht
Der BDRG ernannte die Cochin zur Rasse des Jahres 2002.
Cochins sind  auf Geflügelausstellungen zu sehen und gehören auch dort zu den Zuschauermagneten. Sie werden nicht nur wegen ihrer dichten und bis auf die Krallen herabreichende Befiederung (fachlich Belatschung genannt) von Privatzüchtern gehalten. Allerdings sind es nur noch sehr wenige Züchter in Deutschland, die sich intensiv mit Cochin beschäftigen. Trotz ihrer Größe benötigen sie wenig Auslauf, da sie sich nicht sehr intensiv bewegen, sind aber bei großen Ausläufen auch ständig mit der Futtersuche beschäftigt. Cochin sind absolut witterungsresistent. Auch genießen sie den Ruf, gegenüber ihrem Halter besonders zahm und zutraulich zu werden.
Die Rasse der Zwerg-Cochin hat gänzlich andere Wurzeln als die Cochin.
Die Rassebetreuung wird in Deutschland durch den Sonderverein der Cochin-, Brahma- und Zwergbrahma-Züchter geboten.

## Geschichte
Queen Victoria und ihr Prinzgemahl Albert erhielten im September 1842 von dem aus Asien zurückkehrenden britischen Seefahrer und Polarforscher Edward Belcher fünf Hennen und zwei Hähne geschenkt, die sich in ihrer Zahmheit, ihrem kompakten Körperbau, ihrer Größe und ihrer reichen Befiederung auffallend von traditionellen britischen Rassen wie dem Dorking unterschieden. Belchers Herkunftsangaben seines Mitbringsels aus Asien sind widersprüchlich. Er nannte die kleine Hühnerschar sowohl Vietnamesische Shanghai Geflügel als auch Cochin China Geflügel, tatsächlich stammten die Hühner möglicherweise aber aus Malaysia.
Queen Victoria ließ für die Hühner eine große Voliere errichten, ernannten einen Pfleger für sie und begann eine sehr erfolgreiche Zucht. Bereits im folgenden Frühjahr erhielt der belgische König Leopold befruchtete Eier dieser „sehr seltenen und sehr interessanten“ Hühnerrasse geschenkt, die heute als Cochin bezeichnet wird. Esther Verhoef weist in ihrer Beschreibung der Cochin-Hühnerrasse darauf hin, dass die damals importierten Tiere nicht ganz dem heutigen Erscheinungsbild entsprachen. Die heutigen Rassencharakteristika wurden durch die Bemühungen von europäischen und nordamerikanischen Züchter entwickelt.
Das königliche Interesse an dieser Hühnerrasse fand in der Presse schnell Beachtung. Bereits 1844 empfahl der Berkshire Chronicle die Rasse zur Einkreuzung in britische Landrassen, wenig später ließ Queen Victoria Hennen und Hähne ihrer Züchtung auf landwirtschaftlichen Ausstellungen zu zeigen. Damit setzte sie möglicherweise eine Begeisterung für exotische Hühnerrassen in Gang, die zwischen 1845 und 1855 sowohl in Großbritannien als auch in Nordamerika als „The Fancy“ bezeichnet wird und wegen der exorbitanten Preise, die für exotische Rassehühner gezahlt wurde, mit der holländischen Tulpenmanie in der zweiten Hälfte des 16. Jahrhunderts verglichen wird. So wurde in den USA beispielsweise ein Cochin-Hahn und -Henne zu einem Preis von 700 USD gehandelt, 10000 Prozent mehr als Hühner zur damaligen Zeit kosteten.

## Trivia
Zu den bekanntesten Haltern von Cochins zählt die US-amerikanische Stilikone Martha Stewart. Susan Orlean vertritt die Überzeugung, dass die Abbildung von Martha Stewart mit ihren Cochins und Araucanas in Stewarts ersten Buch Entertaining im Jahre 1982 der Beginn des neuen Trends zur Hinterhofhaltung von Hühnern war. Fotos ihrer Hühner tauchten auch in Stewarts weiteren Publikationen auf und trugen dazu bei, Hühnerhaltung wieder populär zu machen.

## Einzelbelege
1. 1 2 3   Esther Verhoef, Aad Rijs: The Complete Encyclopedia of Chickens. S. 217.
2. ↑   Esther Verhoef, Aad Rijs: The Complete Encyclopedia of Chickens. S. 218.
3. ↑  Andrew Lawler: Why did the Chicken cross the World. Kapitel: Giants upon the Scene, E-Book-Position 1871.
4. ↑  Andrew Lawler: Why did the Chicken cross the World. Kapitel: Giants upon the Scene, E-Book-Position 1878.
5. ↑   Esther Verhoef, Aad Rijs: The Complete Encyclopedia of Chickens. S. 216.
6. ↑  Andrew Lawler: Why did the Chicken cross the World. Kapitel: Giants upon the Scene, E-Book-Position 2047.
7. ↑  Andrew Lawler: Why did the Chicken cross the World. Kapitel: Giants upon the Scene, E-Book-Position 2067.
8. 1 2 3   Susan Orlean: The It-Bird: The Return of the back-yard chicken, The New Yorker, 28. September 2009, aufgerufen am 25. Juli 2015